# Pjotr Nalitsj
Pjotr Andrejevitsj Nalitsj (Russisch: Пётр Андреевич Налич) (Moskou, 30 april 1981) is een Russische zanger en muzikant. Als frontman van de groep Peter Nalitch & Friends bracht hij in 2008 zijn eerste album uit: Radost Prostiks Melodi (het plezier van eenvoudige melodieën).

## Loopbaan
Nalitsj is een afgestudeerd bouwkundige. Met enkele medestudenten nam hij in het voorjaar van 2007 tijdens een verblijf in zijn datsja een videoclip op van het zelfgeschreven en in gebrekkig Engels gezongen nummer Gitar, dat vervolgens via de website YouTube veel internationale belangstelling kreeg en tot nationale bekendheid leidde. In een review in de Russische krant Kommersant werd Nalitsj later het eerste zingende Russische internetfenomeen genoemd.
In het najaar van 2007 begon Peter Nalitch & Friends met optreden. De muziek van de band is een mix van chansons, zigeunermuziek, Russische volksmuziek en rock. Het album Radost Prostiks Melodi werd uitgebracht in november 2008. In 2009 volgden tevens internationale optredens, onder meer op het Belgische festival Sfinks waar Peter Nalitch & Friends de slotact was.
In 2010 werd Nalitsj met de ballad Lost and Forgotten gekozen als vertegenwoordiger van Rusland op het Eurovisiesongfestival 2010 in Oslo. In de finale werd hij elfde met negentig punten.
1994: Joeddiph · 
1995: Filipp Kirkorov · 
1997: Alla Poegatsjova · 
2000: Alsou · 
2001: Moemi Troll · 
2002: Premjer Ministr · 
2003: t.A.T.u. · 
2004: Joelia Savitsjeva · 
2005: Natalja Podolskaja · 
2006: Dima Bilan · 
2007: Serebro · 
2008: Dima Bilan · 
2009: Anastasija Prychodko · 
2010: Pjotr Nalitsj · 
2011: Aleksej Vorobjov · 
2012: Boeranovskije Baboesjki · 
2013: Dina Garipova · 
2014: The Tolmachevy Twins · 
2015: Polina Gagarina · 
2016: Sergej Lazarev · 
2018: Joelia Samojlova · 
2019: Sergej Lazarev · 
2021: Manizja